# 강의석 (1986년)
강의석(姜義錫, 1986년 8월 25일~ )은 대한민국의 무신론자인 동시에 영화 감독이다. 고교시절 종교 자유 투쟁을 벌인 데 이어 양심적 병역거부 활동 등을 하였다.
고등학교 재학 중 교내 종교의 자유와 관련된 시위와 소송에 연관되어 제적당했다. 2004년 8월 11일부터 9월 22일까지 10월 16일부터 10월 22일까지 두 차례에 걸쳐 대광고등학교 측에 종교의 자유를 요구하는 단식 농성을 벌였다. 그해 6월 16일 학교 교내 방송으로 종교의 자유를 선언하였다가 퇴학당했으며, 이후 국가인권위원회에 종교 선택의 자유, 퇴학 무효를 청원하여 이끌어냈다. 이 소송은 결국 2010년 대법원 최종심에서 승소하였다.
2004년 7월에 고등학교 복학 이후에도 학교 측의 종교 선택의 자유를 요구하며 두 차례에 걸쳐 학교측에 종교의 자유를 요구하는 단식 농성을 벌였다. 서울대학교 법과대학을 휴학하며 시민 사회 운동에 투신하였고 대학은 중퇴하였다. 그밖에 그는 대한민국 헌법상 병역의 의무를 폭력으로 규정하고 군대 반대 퍼포먼스와 각종 집회 등을 주도하였으며, 2008년 9월 30일에는 군대 폐지론을 주장하는 무언 퍼포먼스를, 10월 1일에는 군대의 폭력성을 지적하고자 국군의 날 기념 행사장에 누드로 퍼포먼스를 벌이기도 했다. 이계덕, 박상현과 라디오방송을 진행하며 발군의 보이스로 꽤 인기를 끌었으나 돌연 영화를 찍는다고 중단해버렸다.
서울대학교 법과 대학에 진학하였으나 사회 문제에 관심을 두다가 2011년 미등록제적 형식으로 그만두었다가 철학과로 재입학해 2022년 2월 졸업했다.
그는 군대의 폭력성과 인권침해를 비판하여 군대 폐지론을 주장하기도 했다. 2011년 6월 2일 병역법 위반혐의로 징역 1년 6개월의 실형을 선고받아 법정 구속 수감됐으며, 실형을 받은지 1년 2개월인 2012년 8월 15일 가석방을 받았다. 투옥 중에는 수감자 처우 개선을 요구하며 단식투쟁을 벌였다. 그는 또 일부 국가대표 체육 선수들의 병역면제(엄밀히는 예술체육요원) 혜택에 대해 서민 남성들은 군대 가야 하는데 체육 하나 잘한다는 이유로 부당하게 병역면제를 받는다며 모 국가대표 선수들을 비판하기도 했다. 서울 출신이다.

## 생애

### 생애 초반

#### 초기 활동
강의석은 1986년 8월 25일 서울특별시 동대문구에서 회사원 아버지 강재정과 약학자 어머니 백완숙의 아들로 태어났다. 신답초등학교와 1999년 3월 서울 동대문구의 성일중학교를 거쳐 2002년 대광고등학교로 진학했다. 강의석은 서울 동대문구 대광고등학교의 평범한 학생이었으나, 종교 강요에 대한 반발로 학생운동가가 되었다. 고등학교 3학년 재학 중인 2004년 6월 학교가 학생들에게 개신교 예배를 강요하는 데 반발하여 시위하였다. 이후 그는 학생운동가가 되어 종교의 자유와 사회 비판을 시작하였다. 한편 예배 반대 시위를 한 이유로 그는 곧 학교에서 제적당했다.
강군의 학교생활은 시작부터가 고민이었다. 대광고를 배정받았을 때 종교가 없는 그는 ‘기독교학교’라는 것에 적잖은 부담을 느꼈다. 그나마 학교 홈페이지에 들어가 학교 소개를 본 뒤, “인성교육이 목적이지 설마 종교를 강요하겠나” 하는 생각에 대광고의 교복을 입기로 했다.

#### 고등학교 재학 시절
2002년 3월 고등학교 입학식 때부터 그의 예상은 빗나갔다. 그의 주장에 의하면 당시 '(학교에서) 기독교 이념에 따라 교육을 받겠다는 ‘선서’를 해야 했을 때, 강군은 ‘이건 아니다’라는 생각이 들었다'고 한다. 그러나 그는 불만을 내색하지 않고 우수한 성적을 유지했다. 2002년 대광고등학교 1학년 말 학생회 부회장 선거에 나가려 했을 때 또 다시 ‘종교’가 걸림돌이 됐다. 입후보 자격에 ‘교회를 1년 이상 다녀야 한다’는 규정이 있었던 것이다.
그는 교목담당 교사에게 “학생회 선거에 종교규정이 있는 것은 옳지 않다”고 건의했다. 하지만 “기독교를 종교가 아닌 서양철학으로 공부해 보라”는 권유를 받고 1년 정도 교회를 다니기로 했다. 갈등끝에 “학생회 활동을 통해 공부보다 더 많은 것을 얻을 수 있다”는 판단이 섰기 때문이다. 그러나 교회를 다니면서 종교적 갈등은 더욱 깊어갔다. 입학식 때 한 ‘선서’가‘학교와의 약속’이자 ‘자신이 내린 결정’이라는 생각에 섣불리 깨는 것도 어려웠다. 2003년 2학기 때 학생회장이 된 강군은, 대의원회의를 통해 학생회 선거에서 종교규정을 삭제하는 쪽으로 의견을 모았지만, 학교 쪽의 거부로 뜻을 이루지 못했다. 이후 종교 자율 운동에 투신하기로 결심한다.
그는 2002년부터는 푸드뱅크 등에도 참여하여 봉사활동을 하기도 했다.

### 종교 선택 민주화 운동

#### 종교 자유 운동

##### 종교 자유 선언
2004년 6월 16일 아침, 강의석은 학내방송을 통해‘종교자유 선언’을 했다. 대광고등학교 학생회장 신분이자 2004년 6월 첫째 주까지도 예배에 성실하게 나와서 활동하던 그의 돌발 계획은 아무도 예상하지 못했다.
| “ | 종교의 자유를 위해 앞으로 학교에서 강제적으로 이뤄지는 예배를 거부하겠습니다. | ” |

그는 학교에 들어와 굳이 문제를 일으키고 싶지 않다는 생각에 여러 방법으로 스스로의 선택을 합리화해 왔다고 한다. 하지만 고3이 되면서 그동안 쌓여왔던 고민이 더욱 커졌고, 자신의 뜻과 거슬러 사는 것이 부끄럽지 않은가 자문도 해보았다고 한다. 친구들과 많은 대화를 나눈 뒤, 드디어 16일부터 ‘학교에서 종교의 자유를 보장하라’는 1인시위에 들어갔다.
비기독교인인 그에게 매주 학년 전체가 참석하는 예배와 아침마다 하는 학급예배는 견디기 힘든 시간이었다. 또, 이날부터 한 달 예정으로 학교수업이 끝난 오후 6시부터 1시간 동안 서울시교육청 앞에서 1인시위를 하였다. 당시 그는 인터넷 카페(cafe.daum.net/whdrytkfkd)를 통해 서명운동을 벌이는 한편 국가인권위원회 진정도 검토하기도 하였다.
그는 “학교도 기독교인만 들어오면 교육이념에 맞는 훌륭한 교육을 시킬 수 있을 것”이라고 말했다. 하지만 “비기독교인이 들어오는 이상 이에 대한 종교적 배려는 반드시 있어야 한다”고 힘주어 말했다. 그는 “이번 결정으로 무엇을 잃는다는 두려움보다 얻을 것이 더 많다는 기쁨이 앞선다”며 “만약 전학을 가더라도 학교에서의 종교자유 문제를 계속해서 고민해나갈 것”이라고 말했다.

##### 고등학교와 갈등
한편, 학교에서는 ‘개인적 문제’로 교내방송을 사용했다는 이유와 건학이념을 부정했다는 이유로 강군에 대한 징계 의사를 내비쳤다가 지난 18일 징계위원회 대신 선도위원회를 열어 전학을 권유하기로 결정했다. 그는 곧 학교에서 제적당했다. 이에 그는 학교를 상대로 퇴학 처분에 무효 소송과 가처분 신청을 내고 국가인권위원회에 진정서를 냈다.
강의석은 7월 7일에도 대광고등학교 생활지도부장으로부터 '시험기간 중 교내ㆍ외 시위를 하지 않겠다. 7월 13일까지 타 학교로 전학을 가겠다'는 문서를 쓰고, 서명할 것을 요구받았으나 거절했던 것으로 알려졌다. 강의석은 지난달 16일 학내방송을 통해 '종교자유 선언'을 한 이후 학교측으로부터 수차례 전학 압력을 받아왔다. 강의석은 학교의 제적 방침에도 불구하고 전학하지 않기로 결정해 논란이 확산되었다. 그의 부모는 당초 입장을 바꾸어 전학하지 않겠다는 뜻을 학교측에 전달하고 선처를 호소하였다.
학교측은 아직 구체적인 징계절차는 논의되지 않고 있다면서 제적여부는 교칙에 따라 이뤄질 것이라고 밝혔다. 이에 참교육학부모회와 전교조 등 교육단체들은 내일 학교 앞에서 기자회견을 열어 징계방침 철회와 학내 종교자유 보장을 촉구하였다. 7월 8일 오전 기말고사를 치르기 위해 학교에 등교했으나 시험 도중 불려나가 학교 징계위원회로부터 제적통보를 받은 후 대광고등학교로부터 퇴교조치당했다. 강의석은 7월 8일 오전 기말고사를 보던 중 담임 선생님으로부터 "지금 짐 챙겨서 나와라. 오늘부로 제적됐다. 자세한 내용은 우편으로 발송될 거다"라는 말을 듣고 퇴교당했다.

##### 퇴학과 소송
강의석은 대광고등학교로부터 제적 통보를 받은 직후 자신이 운영하는 카페에 글을 올려 "제적당할 경우를 고민해봐야 한다는 주위 말씀에도 학교측이 최종적으로 올바른 선택을 내려줄 것이라 믿었는데 그게 아니었다"며 "학교라는 공간조차 부조리함으로 가득차 있고 믿지 못할 사람이 있다는 것을 알게 됐다"고 말했다. 강의석 학생은 "제적 뒤의 일은 아직 생각해 보지 않았지만 국가인권위원회에 진정을 낼 생각"이라고 밝혔다.
또한 일부 교육단체들 역시 "이대로 보고만 있지는 않겠다"며 반발했다. 민주노동당, 참교육을 위한 전국학부모회, 전국교직원노동조합, 인권운동사랑방 등으로 구성된 '강의석 학생 부당 징계 저지와 학내 종교 자유를 위한 연대회의'는 "학교의 잘못을 학생에게 떠넘기고 있다"며 "학교의 비상식적인 행동을 교정하기 위해 '연대회의' 차원에서 대응하겠다"고 반발하고 있다. 국회 교육위원회 민주노동당 최순영 의원실 이원영 보좌관은 "지금까지는 강의석 학생의 요청에 따라 적극적인 대응을 안 했던 것이 사실"이라며 "이대로 보고만 있지는 않겠다"고 강력 대응 의지를 밝혔다. 이후 강 군은 국가인권위원회에 진정을 내고, 서울북부지방법원에 퇴학무효 소송을 내는 등 외로운 투쟁을 지속하다 지난 9월1일 법원으로부터 퇴학무효 가처분 결정을 이끌어냈다.
이후 그는 8월 11일부터 9월 25일까지 단식으로 투쟁했고, 학원은 예배선택권을 보장하기로 했다.

#### 학교와의 투쟁

##### 학교와의 법정 대응과 인권위 진정
2004년 7월 그는 국가인권위원회에 학교장을 상대로 진정을 했다. 그리고 7월 27일 인권위의 중재로 강의석 학생과 부모, 대광고 교감을 비롯해 서울시교육청 중등교육과 최승택 장학사가 참여한 가운데 '학생회 회장, 부회장은 교회를 다니는 자만 해야하는 현 학생회칙을 개정하고, 정규 교과시간 이외의 종교활동 문제 등에 대해 교단과 기독교연합회 등과 연계, 협의·검토하여 근본적인 해결을 강구한다'는 내용으로 합의가 이루어졌다. 하지만 애초 인권위가 마련한 합의서에서 '지금까지 야기되었던 문제에 대해 상호 간에 원만히 협의하여 대외적으로 사과하고, 강의석 학생을 재입학 조치한다'는 내용이 빠지고 합의가 이루어졌다.
2004년 겨울, 그는 서울대학교 법과대학의 2005학년도 수시모집에 지원하여 합격했고, 2005년 1월 퇴학 무효 소송에 승소함에 따라 합격이 최종 결정되었다. 그러나 그는 대광고등학교에서 종교의 자유를 침해했다며 종교의 자유 관련 투쟁을 계속하였다. 한편 '강의석군 징계 철회와 학내 종교자유를 위한 연대회의'가 구성되어 그의 활동을 도왔다.

##### 1차 단식 투쟁
그는 학내 예배 선택권을 요구하며 2004년 8월 11일부터 46일간 단식을 벌였다. 8월 11일부터 그는 음식물 일체를 거부하며 물만 마시고 있는 강군은 학생들의 종교 자유가 보장되지 않는 한 단식을 계속하겠다는 완강한 입장을 밝혔다. 그는 9월 2일 오마이뉴스와의 전화통화에서 "종교의 자유를 위해 항의한데 대해 학교가 거짓으로 본질을 흐리는데 항의하고, 이 운동에서 나태해지는 것을 막기 위해 단식을 시작했다"며 "학생들의 예배권 선택이 보장하고 대안을 모색하는 자리가 만들어질 때까지는 단식을 풀지 않겠다"고 말했다.
그에 대한 제적처분이 부당하다고 항의했다가 교목실장에서 직위 해제된 뒤 대광중학교로 옮긴 류상태 교사는 2일 "8월 11일부터 단식을 시작했는데, 이로 인한 후유증이 심각해질 것이 우려된다"며 "의석군의 단식을 푸는데 학교와 사회가 관심을 가져주길 바란다"고 호소했다. 또, 송원재 전교조 대변인은 "학교측은 재판부의 판결 취지에 대해 인정하고 강의석 학생을 이해하고 받아들이는 게 진정한 교육적 태도"라며 "개인의 희생과 고통을 통해 종교자유 문제에 대한 사회적 공감을 얻은 만큼 단식을 바로 중단하길 간절하게 호소한다"고 부탁했다.
그는 단식 농성을 하면서 자신의 단식투쟁을 기록한 '바보일지'를 기록하였다. 그는 단식을 하면서 자신의 일기 ‘바보일지’에 “약속은 많이 하지 않는 것이 좋다는 교훈을 얻었다”고 썼다. 탁준호 대광고 교장은 당시 한 개신교계 매체와의 인터뷰에서 "대광고는 학생 본인이 예배를 원하지 않으면 안가면 된다"며 "예배를 거부하는 학생은 학부형을 불러 분명한 의사를 확인하고 예배 참석을 면제해준다"고 발언한 바 있다. 당시 그의 지지자들은 탁 교장의 해당 발언의 진의를 파악하기 위해 탁 교장과의 면담을 요청하기도 했다.

##### 교내 복귀와 단식 진행
2004년 9월 1일 법원의 ‘퇴학무효 가처분’ 결정으로 학교 복귀와 함께 예배 선택권을 부여받았지만, 그는 ‘전교생의 예배 선택권’을 주장하며 단식을 멈추지 않았다. 인터넷 카페에는 강군을 지지하는 수천명의 사람들이 모여들었고, 누구도 관심을 가지지 않았던 ‘학교 종교 자유’를 놓고 100일 넘게 외로운 싸움을 벌이는 강군에게 사회적 이목이 집중되기도 했다. 한달 넘게 단식을 하는 자식을 보다 못한 강군의 부모가 응급차를 부르자 입을 떼지도 못할 정도로 쇠잔한 상태에서 ‘자신의 신념을 지키기 위해’ 가출을 하기도 했다.
9월 4일 한겨레신문과의 인터뷰에서 그는 “지난달 11일부터 물만 마시며 단식하고 있다”며 “2일부터 수업을 듣고 있지만 학생들의 예배 선택권을 보장받을 때까지 단식을 계속할 것”이라고 말했다. 그는 또 “2일 종교 자유의 문제에 대한 학교와 학생 간의 대화의 장을 마련해줄 것을 학교에 요구했지만, 아무런 대답도 듣지 못했다”고 덧붙였다. 30일 넘게 단식하면서 그는 물과 음료수만을 마시면서 버텼다. 그의 단식은 한겨레, 경향신문, 오마이뉴스, 노컷뉴스, 프레시안, 한국일보, 국민일보를 비롯한 대형 언론들과 기독교계열 신문에 의해 집중적으로 보도되었다. 그는 9월 25일에 1차 단식을 풀었다.
9월 22일 당시 그는 학교에 등교는 했으나 건강 상태가 악화돼 휠체어에 의지해 있는 상태였다. 9월 25일 오전 8시경 고려대학교 안암병원으로 옮겨져 10시부터 응급실에서 링거를 맞고 입원하였다. 고려대학교 안암병원 병실에서도 수능시험 공부를 계속 하던 그는 "머리 맡에 놓인 초콜릿의 유혹이 강렬하였다"고 회상하기도 했다. 9월 29일 병상에서 밀린 수능시험 공부를 하고 있던 그는 "단식을 푼 지 5일 만에 몸무게를 15kg 정도 회복했다"며 "단식기간 중 모두들 잠든 밤에 내 머리맡에 놓인 초콜릿이 가장 큰 유혹이었다"고 말했다. 그는 :당연한 권리였기에 내 목소리가 반드시 받아들여질 것이라 믿었고, 그 희망으로 지금까지 올 수 있었다"며 "'권리를 일깨워줘 고맙다'는 한 친구의 문자 메시지에 가장 큰 행복을 느꼈다"고 말했다.

##### 2차 단식 투쟁
10월 16일, '학교 예배선택권'을 요구하며 46일에 걸친 장기단식을 벌인 결과 학교측의 약속을 믿고 8월 25일 단식을 풀었던 강의석(18. 대광고 3)군이 다시 단식을 들어갔다. 학교가 문서로 약속을 한 지 3주가 지났지만 아무런 조치를 취하지 않는 데다가 약속을 파기하려는 노골적 움직임을 보이고 있는 데 대한 대응이다. 인터넷 카페 '미션스쿨 종교와자유'(cafe.daum.net.net/whdrytkfkd)에 올린 글에서 "학교 쪽이 전교생에게 예배 선택권을 보장한다는 합의를 하고도 아무런 조처를 취하지 않고 있다"며 "문서로 작성한 합의 내용을 학교 쪽이 적극적으로 합의를 이행할 때까지 단식을 하겠다"고 밝혔다.
그러나 10월 20일 오전 학교 정문 앞에서 학생들에게 예배선택권 안내문을 나눠주려다 학교 측의 제지를 받고 항의하던 중 손발 마비 증세가 나타나 병원으로 옮겨졌다. 그는 이날 오전 7시 50분쯤 예배선택권 보장 등의 내용이 담긴 피켓을 들고 정문 앞에서 시위를 벌이다 학교측의 제지를 받았으며 이후 마비증세가 나타났다. 바로 그는 고려대학교 안암 병원 응급실로 이송되었다.
학내 예배 선택권 보장을 약속한 합의안 이행을 요구하며 다시 단식에 들어갔던 강의석은 학교의 합의안 이행 움직임에 1주일만에 단식을 풀었다. 10월 22일‘미션스쿨종교자유(cafe.daum.net/whdrytkfkd)’에 ‘사랑하는 친구들과 함께 식사를 하려고 합니다’라는 글을 올려, “종교수업시간을 이용해 학생들의 예배 불참 여부에 대한 조사와 함께 그 절차에 대해서도 자세한 설명이 이뤄지고 있다”며 “아무런 죄의식을 느끼지 않으면서 예배 불참 신청을 하는 친구들의 모습을 보니 너무나 기쁘다. 오늘부터 단식을 풀겠다”고 밝혔다. 그는 “앞으로는 수능시험 공부에 전념하고 진인사대천명의 마음으로 결과를 기다리겠다”며 평범한 고3 수험생으로 돌아가고 싶다는 뜻을 밝혔다. 25일 오전 10시 서울 안암동 고대병원에서 건강검진을 받은 뒤, 입원절차를 밟고 회복하였다.
그는 학교에 복학하였지만 대광고등학교에서 내린 퇴학처분 자체를 무효화하겠다 선언하고 학교법인 대광학원을 상대로 낸 퇴학처분 무효확인 소송을 제기한다. 나중에 2005년 1월 21일에 가서야 학교법인 대광학원을 상대로 낸 퇴학처분 무효확인 소송에서 원고승소 판결을 받아냈다.

#### 사회 각계의 단식농성 지지
9월 14일 단식 농성 34일차 되던 날, 국회에서는 그에 대한 지지 서명운동이 일어났다. 학내 종교자유를 주장하며 3단식을 하고 있는 강의석군 지지 서명운동에 23명의 국회의원들이 동참했다. 최순영 민주노동당(국회 교육위원회) 의원은 “지난 8월부터 국회의원과 보좌관 등을 상대로 실시한 ‘학내 종교자유 지지 서명’에 국회의원 23명, 보좌관·비서관 111명이 참여했다”고 13일 밝혔다. 서명에 참여한 의원은 최순영 단병호 천영세 민주노동당 의원과 이원영 김태년 김성곤 열린우리당 의원, 배일도 고진화 한나라당 의원, 손봉숙 민주당 의원 등이다. 최 의원 쪽은 이들의 서명을 학내 종교자유 운동을 펴고 있는 강군에게 전달했다.
9월 11일 대광고 일부 교사들은 1명씩 교대로 24시간 동안 릴레이 단식을 벌이며 강 군의 단식 중단을 종용하고 있다. 이들은 자신의 교무실 책상 앞에 '제자를 살립시다'라고 적힌 푯말을 세운 뒤 매일 오전 9시부터 다음날 오전 9시까지 릴레이 단식을 벌였다. 교사 릴레이 단식에는 13일까지 12명이 참여하겠다는 의사를 밝힌 상태다. 이밖에 교사들이 자체적으로 벌이고 있는 강 군 단식 중단 촉구 서명운동에는 12일 기준으로 모두 35명의 교사들이 서명을 했으며, 13일부터 대광중학교로도 서명운동을 확대하였다. 그리고 대광고, 대광중의 교사들이 두루 동참하였다. 박상준 대광고 교사는 12일 프레시안과의 전화통화에서 "강 군은 한 달이 넘도록 단식을 하면서도 정상적으로 등교해 힘겹게 정규수업을 받고 있다"며 "이에 교사된 입장에서 더 이상 제자의 건강이 악화되는 것을 바라보고만 있을 수 없어 이같은 릴레이 단식을 벌이게 됐다"고 설명했다. 교사들의 제자 살리기 단식 농성은 그가 단식을 푸는 9월 22일까지 계속되었다.

### 서울대 진학과 중퇴

#### 서울대 진학
2004년 10월 29일 그는 2005학년도 서울대 수시 2학기 1단계 전형에 합격했다. 29일 서울대에 따르면 강군은 이번 서울대 수시 2학기 전형에서 20명 모집에 1 94명이 지원해 9.7대 1의 경쟁률을 보인 법대에 지원, 1단계 전형을 통과했다.
2004년 12월 16일 서울대학교 법과대학 수시모집에 합격하였다. 서울대는 16일 오후 수시2학기 모집전형 최종합격자로 강의석 군을 선발했다고 밝혔다. 6일 오후 프레시안과의 전화통화에서 "막상 지원을 해놓고도 3학년 성적을 제출하지 못해 내내 가슴을 졸였고, 그래서 2차 면접·구술시험 때는 이를 만회하기 위해 최선의 노력을 다했다"며 "스스로도 무척 기쁜 일이지만 아무래도 그동안 자식 걱정에 애를 태웠던 부모님들이 더 기뻐하는 것 같다"고 벅찬 감회를 피력했다. 그는 "법대에 지원했던 이유는 이번 사건을 겪으며 법의 소중함을 알게 됐고, 또 그와 연관된 공부를 좀더 하고 싶었기 때문"이라며 "앞으로 사법시험보다는 법의 의미를 되새길 수 있는 공부에 더욱 치중하겠다"고 포부를 밝혔다. 2005년 1월 9일 부산에서 출발, 학내 종교자유의 정당성을 알리기 위한 국토 대장정을 시작하였다. 국토대장정은 1월 31일에 마쳤다. 한편 그때까지 계류중이던 대광고등학교 퇴학 무효 소송에서 승소한다.

#### 서울대 입학과 중퇴
2005년 1월 21일 강의석(19)군이 학교법인 대광학원을 상대로 낸 퇴학처분 무효확인 소송에서 원고 최종 승소판결을 받았다. 그는 2004년 12월 2005학년도 서울대 법대 수시모집에 합격했으며, 이번 승소로 서울대 법대 합격이 최종 결정됐다. 1월 21일 서울북부지법 민사11부(재판장 이성훈)는 “학생에게 종교와 표현의 자유 등 인권이 보장돼야 하고, 종교교육이 허용되는 사립학교라도 종교를 자유롭게 선택하는 범위에서 교육이 가능하다”며 “학교 선택권이 보장되지 않는 상황에서 학생 의사에 반해 종교를 강요할 수는 없다”고 판결 이유를 밝혔다. 이에 대해 서울대는 “이번 판결로 강군이 고교 졸업 자격을 갖췄기 때문에 법대 입학에 문제가 없다”고 결정했다. 2005년 3월 서울대학교 법과대학에 입학하였다. 그러나 2006년 그는 등록을 거부하고 제적당했다.
2005년 4월 1일 중증장애인 요양원 설립을 위한 콘서트가 열렸다. 전국노동자회, 사회당, 행동하는 의사회, 사회비판아카데미로 구성된 인연콘서트의 사회자로 출연하였다. 2005년 4월 그는 대학 휴학을 신청하였다. 5월 20일 문화일보와의 전화통화에서 “그냥 쉬고 싶어서 휴학했다”면서 “언제까지 쉴지는 결정하지 않았다”고 말했다.
2010년 2학기 때 등록을 하지 않아 서울대에서 다시 한번 제적됐다.

### 종교의 자유 소송과 승소

#### 2차 종교의 자유 소송
고등학교 시절부터 그는 일부 기독교 계열의 학교였던 자신의 학교 대광고등학교를 비롯, 종교 재단이 운영하는 사립학교에서 학생들에게 사상의 자유, 종교의 자유, 취향을 인정하지 않고 재단측의 종교를 강제적으로 강요하고 있다고 주장했다. 또한 이런 사학 재단이 강요하는 종교 생활이 인간 개인의 영적 위안에 얼마나 도움이 되느냐며 꾸준히 의혹, 의문을 제기하였다. 그의 활동에는 기독교에 반대하는 시민운동가들의 지지와 함께 기독교인들의 극단적인 반감을 동시에 불러왔다. 이후 2004년 이후 종교계열 사립 학교의 종교 교과목 강요가 문제시되면서 종교 과목을 강요하는 일은 서서히 감소하였다.
2005년 7월부터는 종교 자유 소송과 동시에 체력 트레이닝을 받았다. 2005년 8월 26일~8월 28일에는 '미션스쿨 종교자유 카페' 회원들과 함께 인터넷 검색 시위를 벌였다. 8월 28일, 한 인터넷 포털사이트의 인기검색 순위에 ‘종교 자유’가 단숨에 2위에 올랐다. 강씨를 비롯한 ‘미션스쿨 종교자유 카페’ 회원들이 한꺼번에 이 포털에 접속해 동시에 ‘종교 자유’를 검색하는 이른바 ‘검색 시위’를 펼쳤기 때문이다. 그해 여름 그는 소송과 종교 자유 시위를 진행하는 동시에 헬스 클럽을 다니며 각종 체력 트레이닝을 받고, 2005년 9월부터는 정식으로 권투 지도를 받고 아마추어 권투선수 자격을 획득했다. 9월 10일 강의석(19·서울대 법학과 1)은 다시 대광고 교복을 다시 꺼내 입었다. 강씨는 인터넷 카페 ‘미션스쿨 종교자유’ 회원 4명과 함께 각자 모교의 교복을 입고 젊은 층에게 인기가 높은 광고노래 ‘우유송’에 가사를 바꿔 “종~교 자유, 주세요!”를 외치며 서울 명동에서 대학로까지 행진했다. 9월 13일 프로복서가 되기 위해 한국권투위원회의 프로 테스트를 받았다. 이후 아마추어 권투 선수의 타이틀을 획득하였다.
2005년 10월, 그는 대광고등학교의 재단 대광학원과 서울시교육감을 상대로 종교 활동을 강요한 것에 대한 손해배상 소송을 냈다. 강의석은 사태가 일단락된 지 1년만에 다시 학교를 상대로 손해배상소송을 제기한 것. 이번에는 학생 인권침해 현실을 방기해 온 서울시교육청도 피고에 포함시켰다.

#### 승소 과정
2007년 10월 서울중앙지법은 학교가 종교의 자유를 침해했다고 인정하며 일부승소 판결을 내렸으나, 서울시교육청에 대한 손해배상 청구에 대해서는 고의나 과실이 인정되지 않는다며 기각했다. 그러나 2008년 5월 9일의 항소심에서는 패소하였다. 5월 9일, 항소심에서 고등법원은 원심을 뒤집고 학교 측의 손해배상 책임도 인정하지 않았다. 같은 해 7월 7일, 그는 대법원에 상고했다.
1심 재판부는 그의 기본권이 침해됐다며 학원 측은 강 씨에게 1500만 원을 배상하라고 판결했다. 이후 2심에서 재판부는 원고 패소 판결했고 이후 대법원은 강씨가 학교법인 대광학원과 서울시교육청을 상대로 낸 손해배상 청구 소송에서 원고 패소 판결한 원심을 파기, 사건을 서울고법으로 돌려보냈다. 2010년 4월 22일, 대법원은 미션스쿨에서도 종교의 자유가 인정되어야 한다는 취지로 원심을 파기환송하고 강의석의 손을 들어줬다. 당시 대법원 재판부는 “피고는 원고에 사실상 종교교육을 강요했고, 지속적인 원고의 반발에도 불구하고 원고를 교육에 참여시켰다”며 원심 판결을 파기하였다. 10월 17일 서울고법 민사9부(부장판사 성기문)는 7일 강의석씨가 학교법인 대광학원 등을 상대로 낸 손해배상 청구소송 파기환송심에서 1500만원을 지급하라는 1심과 같이 원고 일부 승소 판결했다. 한편 그가 서울시교육청을 상대로 낸 손해배상 청구는 기각됐다. 2010년 11월 16일 그는 학교 등으로부터 승소한 뒤 받은 돈을 자신이 다니던 대광고등학교에 기부하려 하였다. 학내 종교자유를 주장하다 퇴학당했던 그는 6년여의 소송 끝에 원고 일부승소 판결로 학교 측으로부터 받아낸 손해배상금 1500만원 전액을 장학금으로 다시 기부하려 했지만 학교 측이 거절했다. 이에 강의석은 거절당한 장학금을 인권단체인 인권실천시민연대에 기부했다.

### 사회 비판 퍼포먼스
2005년 9월 그는 한국권투위원회 테스트를 통과해 프로 권투선수가 되었음을 밝혔다. 그러나 권투 선수가 될 마음은 없었고, 종교 비판과 시민 사회 운동에 뜻을 두기 시작하였다. 이후 재학 중이던 서울대학교에서 2008학년도 1학기를 휴학하고 사람 사는 모습을 가까이서 지켜보고 싶다며 택시 운전기사를 했으며, 4월말부터는 호스트바에서 일하다가, 영화감독이 되겠다고 선언했다. 그는 또한 권투를 하다 머리를 다쳐 징병검사에서 공익근무요원 판정처분(신체등위 4급)을 받았다.
위와 같은 행적에 대해 그는 경향신문에서 운영하는 경향iTV를 통해 입장을 밝혔다. 권투에 대해서는 고등학생 시절부터 꾸준히 권투를 해온 것이며, 대학생이 되어 갑자기 권투에 입문한 것도 아니고, 병역특례를 받기 위해 시작한 것도 아니라고 밝혔다. 또한 택시기사와 호스트바에 대해서는 순간적인 판단에 의한 젊은 날의 방황이라고 하였다. 군대 신체검사 당시 4급 판정에 관해서는 원래 두개골이 선천적으로 약했는데 권투선수를 하며 처음으로 그 사실을 발견한 것 뿐이라고 답변하였다.
2008년 5월 이명박정부 시절 청와대 인턴으로 채용됐던 적이 있었다고 밝혔다. 하지만 그는 최종 채용에서는 탈락하였다. 그는 “택시 운전일을 하고 있었는데 청와대에서 특별인턴 제도를 만들어 채용할 의향이 있는데 혹시 해볼생각이 없냐고 전화가 왔다”며 “한달동안 두차례 청와대에 들어가 사전모임을 가지기도 했다” 한다. 그러나 그해 6월 “같은달 있었던 광우병 쇠고기 촛불집회에 참가했다는 이유로 청와대에서 특별인턴 채용이 (더이상) 어렵다는 답변을 받았다”며 “두 번의 사전모임에서 정확히 어떤 업무를 하게 될지는 언급하지 않았다”고 한다. 그는 곧 인턴직을 그만두게 되었다.

### 군대 반대 활동

#### 군대의 폭력성 비판
2008년 초부터 그는 한국의 군대는 인간의 개성과 권리를 존중하지 않는 곳이라고 비판하였다. 또한 칼럼과 강연, 기고를 통해 강제로 병역을 부과하는 것과 군대의 폭력성을 비판하였다. 이후 강의석은 언론과의 인터뷰에서 군대의 불필요성에 대해 논하다가, 《대학내일》에 그와 관련된 글을 기고하며 병역특례를 받은 수영선수 박태환을 언급한 <태환아, 너도 군대 가>라는 글로 논란을 이끌었다.
이 글에 대해 이전 서울대학교 법과대학 학생회장을 지낸 한 학생이 서울법대 내의 게시판에 글을 올린 것이 화제가 되었다. 이후 두 사람은 경향iTV 주최로 토론회를 가지게 되었다. 이 자리에서 서울법대 학생은 "강의석의 운동방식은 평화주의자의 방식이라고 보기에는 지나치게 폭력적이다"라는 요지의 비판을 하였고, 강의석은 "군대 폐지라는 주장의 내용은 잘못된 것이 없다. 내가 언론을 이용한 것이 아니라 언론에 이용당했다. 고등학생 때에도 종교자유를 위해 많은 친구들과 여러 가지 활동을 했는데 단식투쟁과 서울대 입학과 같은 사건만 부각되었다. 이번에도 언론에서 선정적인 부분만 집중 보도했다"고 반박하였다. 그는 군대의 폭력성과 군대 내부에서 가해지는 각종 구타 및 가혹행위, 얼차려 등을 지적하며 폭력적인 것에는 평화적으로 대응할 이유가 없으며, 엥똘레랑스에는 엥똘레랑스로 대처해야 한다며 반박하였다.
토론회 이후 강의석은 〈대학내일 437호〉에 ‘군대가 존재하지 않아도 평화가 유지될 수 있다’는 내용의 칼럼을 기고하였다. 이는 많은 보수 단체의 반발과 비판을 불러왔고, 그에게 평소 악감정을 가졌던 기독교 성향의 네티즌들도 그를 공격, 비방하였다. 한편 강의석은 박태환에게 보내는 칼럼을 통해 10월 1일에 군대 폐지 누드 시위를 할 것이라고 예고하였다.

#### 군대 반대 및 반전 퍼포먼스
2008년 9월 30일 오전 8시부터 그날 저녁까지 그는 서울특별시 강남구 테헤란로 일대에서 군대 반대 퍼포먼스를 하였다. 테헤란로변 인도에서 상의를 벗고 붉은색 페인트로 온 몸에 칠한 뒤, 다시 노란 페인트로 자신의 몸 앞에는 직접 ? 군대 꼭 필요하나요? 라는 글과 등에는 지나가는 행인의 도움을 받아 군대를 없애야 합니다 라고 썼다. 9월 30일 아침 출근시간대부터 그는 상체를 붉게 칠한 상태로 상체누드 퍼포먼스를 진행하였다. 그는 하루 종일 강남구 테헤란로 앞에서 침묵 시위를 벌였다.
10월 1일 국군의 날 군사 퍼레이드 때 누드 퍼포먼스를 하였다. 그 날 서울 강남구 테헤란로에서 대대적인 건군 60주년 국군의 날 시가행진이 펼쳐졌다. 서울대생 강의석은 이때 “전쟁을 반대한다”며 알몸으로 군인들의 행진을 막아섰다. 퍼레이드 도중 거리에 그는 알몸으로 뛰어들어 “전쟁을 반대한다”고 외친 뒤, 과자로 된 소총으로 전차에 총격을 가하는 퍼포먼스를 진행하였다. 이 퍼포먼스로 전차 퍼레이드가 약 30초간 중단되었고, 경찰에 체포되어 음란공연혐의를 적용받았다. 그는 9월 중순 퍼포먼스를 사전 예고하였으므로 대한민국 국방부 측에서는 이를 막으려고 하였다. 국군 퍼레이드 전에는 테러를 대비한 사전 수색이 있었지만 그는 근처의 한 가로수 주변의 땅을 파고 참호처럼 만든 뒤 숨어 있었다. 강의석은 퍼레이드 시작시간 10시간 전에는 퍼레이드를 하는 의장대가 지나가는 곳 근처 중앙분리대 관목 사이에 굴을 파놓고 숨어 있다가 퍼레이드가 통과할 때 나체 차림으로, 소총 모양의 빵을 들고 나와서 공중에 쏘는 척 하다가 빵을 먹었다. 기자들이 주목하여 플래시가 터지고, 곧 나타난 헌병대원들과 경호원들에 의해 끌려져 나갔다.
대광고등학교 시절 그의 스승이자 당시 그를 지지했던 류상태(전 목사, 당시 대광고등학교 교목실장)는 머니투데이와의 전화 인터뷰에서 강의석의 군대 폐지 주장에 공감하는 입장을 표명하였다. 2012년 고함20과의 인터뷰에서 그는 2008년 당시 군대 반대 퍼포먼스를 기획한데 대해 "우리나라 사람이 전부 전쟁에 미치고 살상무기에 미친 사람이 아니란 걸 적극적으로 드러내 보이고 싶었다"고 취지를 밝히기도 했다.

#### 국가대표 병역특혜에 대한 비판
그는 국가대표 선수라는 이유로 병역을 면제받는 것은 지나친 특혜라고 주장해 왔다. 박태환이 올림픽 수영 종목에서 금메달을 획득하고 이로 인하여 예술체육요원으로 병역특례를 받자 강의석은 박태환에게 군대 가라며 ‘대학 내일’ 434호에 기고한 '태환아, 너도 군대 가’라는 제목의 글에서 “마린보이, 난 자칭(!) ‘영화감독’ 강의석이야. 2009년 2월 완성될 블록버스터 다큐 ‘군대?’로 칸영화제에서 황금종려상을 받을 예정”이라며 “그렇게 되면 ‘국위선양’의 이름으로 병역특례 혜택을 받게 되겠지만 나는 그 혜택을 거부하고 감옥에 갈 생각”이라고 소개했다. 그는 메달을 이유로 병역을 피하는 것은 부당한 병역 회피이며, 악조건에서 태어나 군대로 끌려가야 하는 서민 남성들의 처지를 돌아보라고 쏘아붙였다. 그러나 월드컵 대표선수 비판과는 달리 박태환 비판 이후 그에 대한 여론이 악화되었다. 그러나 곧 최진실 자살 사건으로 강의석에 대한 비판 여론은 묻혀졌다. 10월 2일에는 "평화는 맛있다!"라는 퍼포먼스를 벌였다. 총 모양의 튀김과자를 만들어 접시에 담은 뒤 거리에서 평화를 원한다는 뜻에서 시민들에게 나누어 주었다.
이후 다큐멘터리 《군대?》를 제작하려 했다가 그만두었다.

### 병역 거부 투옥

#### 양심적 병역 거부
2010년 11월, 그는 2010년 12월 30일까지 논산 육군훈련소에 입소하라는 공익근무요원소집 통지서를 받았다. 병무청은 그에게 육군 논산훈련소로 입소하라는 통지서를 보냈지만 이를 거부해 검찰에 기소됐다. 죄명은 '입영 거부'였다.
그는 전쟁은 폭력이라며 폭력 행위에 가담할 이유가 없다고 병역 거부의 취지를 밝혔다. 한편 2011년 4월 18일 서울중앙지검 형사6부(부장검사 차경환)는 공익근무요원 소집 입영통지서를 받고도 이행하지 않은 강의석을 병역법 위반 혐의로 불구속 기소했다고 밝혔다. 일각에서는 그에게 법정 투쟁을 해보라고 권고했지만, 4월 20일 그는 저항하지 않고 따르겠다고 밝혔다.
병역거부로 기소된 그는 “지나온 삶을 돌아보고 앞으로의 계획을 세우는 계기로 ‘교도소행’을 택하겠다”고 밝혔다. 20일 언론매체와 인터뷰에서 "감옥에 가기로 했다. 다녀오고 난 뒤 앞으로 어떻게 살아갈지를 생각하고 있다"고 전했다. 그는 "많은 사람이 나같은 이유로 감옥에 가고 있지만 결국 아무것도 못하고 지는 것 같아 안타깝다"며 "역부족인 것을 느꼈다"고 토로했다. 그는 법원 결정이 나와도 항소할 뜻이 없다고 밝혔다.

#### 군복무 거부에 대한 기소
2011년 초에는 곧 있어야 할 곳이라는 이름으로 쇠파이프를 여러개 세워두고 그 안에서 자신이 갇혀 있는 형상의 무언 퍼포먼스를 벌였다. 그는 군대가 개인의 권리를 침해하는 것을 거듭 지적했다. 2011년 4월 18일, 검찰은 강의석씨를 병역법 위반 혐의로 불구속 기소했다. 2010년 11월 논산 육군훈련소에 입소하라는 공익근무요원소집 입영통지서를 받고도 이행하지 않은 혐의를 받고 있다. 강씨는 대학 입학 이후 줄곧 병역 거부 입장을 밝혀 왔었다. 그는 군대의 폭력성과 비인간적인 점, 군대 내에서 병사들의 인권과 처우가 존중되지 않는 점을 지적하며 자신의 병역 거부에 대한 소신을 밝혔다.
2011년 4월 병역 거부를 선택하고, 서울대학교 법과 대학에도 자퇴서를 제출하였다. 2011년 4월 20일 강의석은 머니투데이에 "당장은 감옥에 들어가야 하고, 나중에는 사업을 할 생각이라 굳이 학교를 계속 다닐 필요가 없다고 판단해 자진해서 제적을 택했다"고 자퇴이유를 밝혔다. 그는 법원 결정이 나오더라도 항소하지 않겠다고 밝혔다. 강씨는 “지금 상황에서 항소는 ‘액션’에 지나지 않는다고 본다. 주변에서는 대법원까지 가서 상황을 더 알리라고 권유하기도 했지만 지금으로서는 참고 힘을 더 모으는 일이 중요한 것 같다. 그래야 앞으로의 상황을 변화시킬 수 있다”고 말했다.
2011년 6월 2일, 서울중앙지방법원은 강의석을 병역법 위반으로 징역 1년 6개월의 실형을 선고하여 법정 구속 수감했다. 서울중앙지법 형사11단독 권기만 판사는 2일 종교수업 반대운동으로 알려진 강의석(25)씨에게 입영을 거부한 혐의(병역법 위반)를 인정, 징역 1년6월을 선고하고 법정구속했다. 재판 과정에서 강의석은 군법무관으로 복무하고 싶다는 등의 발언을 했으며 이로 인해 재판부는 강의석이 신념에 갈등이 있는지 의문이 있다고 하였다. 재판부는 '신념 형성의 자유는 절대적 자유이지만, 이를 실현할 자유는 제한될수 있다'고 판결했다. 서울구치소에서 수감되는 중에 재소자 인권을 주장하면서 2번의 단식투쟁을 하다가 2번째 단식투쟁에서 쓰러지고, 2월 9일에 해남교도소로 이감되었다.
강씨는 “군대 제도는 사라져야 한다”며 입대를 거부하다 지난해 6월 병역법 위반으로 징역 1년6개월을 선고받아 경기 의왕 서울구치소에 수감되었다. 실형 선고를 받은지, 1년 2개월인 2012년 8월 15일 가석방되어 나왔다.

#### 재소자 권리 요구와 제1차 옥중 단식 농성
2011년 9월 14일 그는 구치소 내 '수용자들의 처우 개선'을 요구하며 단식 농성을 시작하였다. 경기 의왕 서울구치소에 수감된 강씨는 '종이 재질인 간이책상을 플라스틱이나 나무 소재로 바꿔달라', '현행 격주 토요일만 가능한 운동을 매주 할 수 있게 해달라', '조명을 더 밝게 해달라'등의 수용자 처우 개선을 요구하며 지난 14일부터 일주일째 단식을 이어갔다. 투옥 이후 그는 차가운 감옥과 비위생적인 환경에 대해 꾸준히 문제 제기를 하였다. 비록 범죄를 짓고 감옥에 들어왔지만 인권을 가진 인간임에는 변함없다며 재소자 처우 개선을 요구하였다. 시중에서는 범죄자 주제에 무슨 인권이냐는 비아냥이 쏟아졌지만 그는 범죄자도 한 사람의 인간이라고 받아쳤다. 또, 범죄에 대한 대가는 처벌로서 치루고 있으며, 법적으로 처벌을 받는 중인데 다른 사람들이 왈거왈부할 필요가 없다고 주장했다. 또 형량을 사는 죄인도 한 사람의 인간이라 주장했다.
9월 14일부터 그의 단식 농성이 계속되자 언론에 보도되었고, 일각에서는 범죄자가 범죄의 대가로 처벌을 받지만 범죄자 역시 인권을 가진 존재라며 동정, 옹호 여론이 나타나가 시작하였다. 이에 9월 20일 서울구치소 측은 개선방안을 논의하겠다는 입장을 보인 것으로 알려졌다. 20일 언론에서는 강의석의 지인들의 말을 빌려 “강씨가 지난 14일 아침식사부터 끼니를 거르기 시작해 6일째 단식을 이어가고 있다”고 보도했다. 9월 20일 강의석을 면회한 오창익 인권연대 사무국장의 말을 인용해 '강의석이 구치소 내 전반적인 수용자 처우 개선을 요구하며 지난 14일부터 7일째 단식을 하고 있다'고 발표했다. 오 사무국장은 "바깥에 있는 사람들에겐 사소한 문제일지 모르지만 갇혀 있는 이들에겐 절박한 요구일 수 있다"고 전했다. 오창익 인권연대 사무국장의 면담 이후 인권 단체와 양심적 병역 거부 운동을 추진하는 인권 운동가, 시민단체 회원들의 방문이 계속되었다.
그의 재소자, 범죄자 인권 투쟁과 단식 농성에 대해 시중의 여론은 찬반으로 나뉘었다. 그를 지지하는 네티즌들은 "강의석의 생각을 존중합니다. 감옥에 있는 사람도 살아갈 권리가 있는 사람입니다", "좋은 결과 있길 바랍니다", "조도나 운동은 인권 차원에서 요구할만한 사안이다", "저렇게 해서 수감자들에게 도움이 된다면 인권향상이 되는 것이니 응원한다"라며 그의 단식 투쟁을 지지했다. 반면 또 다른 네티즌들은 "참 가지가지 하네. 강의석은 아무래도 관심병 환자인 듯", "무슨 고시원 입주했나요?", "서울구치소는 전국 교정기관 중에서 가장 편안한 곳이라 할 수 있는데 저기서 저렇게 힘들다고 단식하다니 좀 오버하는 것 같다", "옥중에서도 할 거 다 하게 해주면 징벌로서의 의미가 있나 싶네요"라며 부정적인 시선을 보이기도 했다. 2012년 1월 27일 다시 단식 농성을 시작하였다.

#### 제2차 옥중 단식 농성과 출소
1월 27일부터 수감자의 열악한 처우 개선을 요구하며 단식에 돌입했다가 2월 8일 쓰러졌다. 2월 6일 단식중이던 강씨를 면회하고 온 이광열 구속노동자후원회 상임활동가는 “표정에 핏기가 거의 없었지만 제 얼굴을 보자 웃으며 손을 흔들었다”고 단식 중 강씨의 상태를 전했다. 강씨는 혹한의 독거 수용실에서 물과 소금만으로 버텼다고 밝혔다. 결국 2월 8일 몸이 쇠약해져 쓰러져 링거를 맞았고 2월 9일 단식을 중단하였다.
결국 병원에 입원된 뒤 단식을 중단했고 서울구치소에서 신설 교도소인 전남 해남교도소로 이송되었다. 구치소 관계자는 겨울에 기온이 크게 떨어져 수용자 뿐 아니라 교도관들도 괴로웠고, 다른 재소자들은 문제 삼지 않았는데 홀로 제기하는 것을 납득하기 어렵다고 밝혔다. 그는 구치소 내의 찬공기와 추위, 비위생상태에 대해 꾸준히 문제를 제기했고 일부 재소자들은 그의 주장에 지지를 보내기도 했다.
2012년 8월 14일 오전 가석방돼 출소했다. 그가 출소하자 해남교도소에는 인권 운동가와 반전 운동가들이 직접 그의 마중을 나왔으며, 바로 서울로 올라왔다. 8월 14일 당일 강의석은 구속노동자회에 보낸 편지에서 "앞으로 개인적으로 할 수 있는 것들, 예컨대 감옥 가이드북 출간이나 감옥 면회 운전기사, 수용자 책 지원 사업 등을 해볼 생각"이라고 적은 것으로 전했다.

### 문화 예술 활동
2005년, 이창환과 함께 kbs1 "tv문화지대"의 "낭독의 발견"이라는 코너에 출연했다. 세계 최연소 독일 국회위원 안나 뤼어만이 참여한 중앙대학교 대학원 국제회의실에서 열린 '청소년 참여 포럼'에 참여했다.
2008년 1월 13일 tvN 이색뉴스쇼 'SMASH'의 요원(리포터 겸 기자)으로 발탁됐다. 이후 그는 기자이자 리포터로도 활동하였다. 2009년 말부터 심부름 사이트인 강의석닷컴(강의석.com)을 운영한 바 있으나 폐쇄되었다. 주요 영업 내용은 학생들을 대상으로 한 이삿짐 나르기와 떡볶이 판매, 그리고 각종 심부름 등이다.
2009년 강의석은 잡리스, 이계덕 등과 함께 영화감독 및 음반제작 등 엔터테인먼트 사업을 하고 있으며, 신해철이 진행하던 TVN 이색뉴스쇼 등에서 요원 역으로 출연하기도 했다. 2010년 4월 1일, "친구의 누나에게"의 제목으로 디지털 싱글을 발매하였다. 강의석은 이 곡의 뮤직비디오에 직접 출연하기도 하였다.

### 풍자 논란과 영화 촬영
2013년 1월에는 강민경의 면도기 광고를 성인용품 광고로 패러디하였다. 그는 1월 21일 유튜브에 ‘강민경 광고 2편’이라는 제목의 50초짜리 동영상을 게재했다. 이 동영상은 최근 논란이 됐던 강민경의 면도기 CF를 패러디 한 영상이다. 강민경의 영상은 어깨가 훤히 드러난 니트와 쇼트팬츠 차림을 한 강민경을 남자친구가 소파 위로 밀치는 모습이 연출돼 선정성 논란을 야기하기도 했다. 이후 그는 방송과 토론 등에 참여하였다. 2013년 4월 고교생 종교의 자유를 소재로 한 영화 <미션스쿨> 제작에 나섰다.
그는 2013년 4월부터 단편 영화 제작을 진행하고 있으며, 한때 허경영을 자신이 촬영하는 영화의 카메오로 섭외하기도 했다. 또한 변희재를 지지하는 영화를 상영하기도 했다. 그리고 한성대입구역 근처에 식당을 열었다.

### 서울대학교 재입학
2019년 12월 서울대학교 철학과로의 재입학이 승인되어 2020년 1학기부터 수업을 들어 2022년 2월 졸업하였다.

## 활동

### 종교의 자유 투쟁
2004년 7월 자신을 제적한 대광고등학교를 상대로 국가인권위원회에 진정을 냈다. 이후 대광고등학교에서 인권위의 제안을 일부 받아들였다. 이에 강의석 학생은 "변화가 시작되었다는 점에서 희망적이지만 전반적으로 아쉽다"며 "학교는 너무나 당연하게 종교의 자유를 침해하면서 오히려 (자신에게) 공개적으로 사과할 것을 요구하고 있다"며 어처구니없어 했다.
그의 종교 자유 투쟁을 기점으로 종교계열 사립학교의 종교 강요에 대한 통계가 시민단체들에 의해 요구되었다. 종교자유정책연구원(준)이 2005년 5월 서울시교육청을 상대로 정보공개를 청구해 얻은 자료에 따르면, 종교재단 설립학교 가운데 특정 종교의식을 진행하고 있는 학교는 중학교의 92%(38개교 중 35개교), 고등학교의 86%(64개교 중 55개교)에 달했다. 한편 강의석의 종교 투쟁을 계기로 교육인적자원부에서는 '종교과목 외에도 다른 과목을 선택할 수 있도록 복수편성하라는 교육부지침(교육부고시 제1997-15호)'라는 지침을 새로 하달하기도 했다. 종교과목 외에도 다른 과목을 선택할 수 있도록 복수편성하라는 교육부지침(교육부고시 제1997-15호)을 어긴 학교 역시 중학교 50%, 고등학교 33%에 이르렀다. 연구원은 "종교의식 참여나 종교과목 수강에 대해 학생 동의를 얻는 과정이 요식절차에 불과하거나 이마저도 거치지 않은 학교가 대부분"이라고 판단하고 있다.

### 병역 특혜 비판
그는 일부 국가대표 체육 선수들에게 병역 면제의 특혜를 주는 것에 대해 비판하였다. 일반 서민들은 군대에 끌려가지만 그들은 국가대표라는 이유 하나만으로 면제된다며 이는 또다른 특혜라는 것이다. 2008년 9월 강의석은 ‘대학내일’ 434호 학생논단에서 '태환아, 너도 군대 가'라는 제목의 글에 "메달이 징병면제란 이름으로 선수들의 공적을 위한 하사품이 된다"며 병역특례의 불공정성을 비판했다. 국위 선양을 했다고 병역을 면제 해주는 것은 형평성에 위배된다는 것이다.
이때 그는 박태환에게 함께 군대 반대, 반전 평화 퍼포먼스를 같이 할 것을 제의하기도 했다. 박태환에게 "10월 1일 국군의 날에 ‘비무장은 아름답다’는 누드 시위를 함께 해보지 않겠니”라며 양심병역거부운동에 동참할 것을 제안했다. 또한 한국 야구가 세계 정상이 되는 과정에서 이승엽이 '병역면제 브로커'라는 별명을 얻었고, 이대호는 병역면제 혜택이 걸린 준결승이 더 떨렸다는 말을 인용하기도 했다.
강의석은 또 박태환에게 "내가 하고 싶은 말은 너도 소중하지만, 나도 딱 너만큼 소중한 사람"이라고 덧붙였다. 그는 일부 체육선수들이 국가대표라는 이유로 부당한 특혜를 받는다고 지적했다.

### 양심적 병역 거부론
그는 양심적 병역 거부가 존중되는 사회가 되어야 한다고 주장하였다. 2011년 4월 한 언론과의 인터뷰에서 그는 “생각하면 답답하다. 많은 사람이 나와 같은 이유로 감옥에 가고 있지만 결국 아무것도 못하고 지는 것 같아 안타깝다. 역부족인 것을 느꼈다” 고 양심적 병역 거부에 대한 소회를 밝히기도 했다. 그는 양심적 병역 거부권을 존중하지 않는 점을 한국 사회의 문제점으로 지적했다.
그는 병역을 폭력으로 보고 병역 이행을 거부하기로 했다는 소신을 굽히지 않았다. 언론사들 인터뷰에서도 그는 같은 소신을 되풀이했다. 2011년 4월 20일 경향신문과의 전화 인터뷰에서는 “군대 제도가 사라져야 한다는 생각에 변함이 없다. 여러 대안도 생각해봤지만 현실적으로 ‘감옥’에 들어가는 것 이외에는 달리 방도가 없어 긍정적으로 생각하기로 했다”고 밝혔다.
그는 “군대에 안 가면 감옥을 가야 하는 불이익을 매년 1000명이 감수하는 것이 우리 사회”라며 “이들을 감옥에 보내는 것이 과연 유일한 대안인가에 대해 사회가 고민했으면 좋겠다”고 말했다. 그러나 자신을 처벌하는 것에 대해서는 저항하지 않겠다고 밝혔다. 또 그는 법원 결정이 나오더라도 항소하지 않겠다고 밝혔다. 강씨는 “지금 상황에서 항소는 ‘액션’에 지나지 않는다고 본다. 주변에서는 대법원까지 가서 상황을 더 알리라고 권유하기도 했지만 지금으로서는 참고 힘을 더 모으는 일이 중요한 것 같다. 그래야 앞으로의 상황을 변화시킬 수 있다”고 말했다.

### 자유주의론
그는 사회의 자유를 위해서, " 미래에는 더 이상 당연한 것이 당연하지 못하게 여겨지는 일이 없어야 한다고 생각하기 때문에" 투쟁을 지속한다고 밝혔다.
그는 2004년 8월 10일 저녁 자신이 운영하는 다음카페 '미션스쿨종교사랑'에 남긴 글에서 "어머니께서 해주시는 맛난 밥을 먹고 싶다"며 "자유를 얻기 전에는 쓰러지지 않을 것이며, 그 뒤 맛있는 된장찌개를 먹겠다"고 쓰기도 했다. 그는 "푸드 뱅크 봉사활동을 하며 음식점에서 경로당에 가져다 드릴 떢복이와 순대를 받았을 때, 점심시간에 친구들이 시켜 먹는 자장면과 돈까스를 볼 때마다 먹고 싶은 생각이 들기도 한다"며 "하지만 미래에는 더 이상 당연한 것이 당연하지 못하게 여겨지는 일이 없어야 한다고 생각하기 때문에 단식을 하고 있다"고 밝혔다.
그는 또 "밥도 안 먹으니 시간이 많이 남아 요즘엔 20시간 정도씩 공부를 하고 있다"며 "저를 걱정해 주시는 분들을 기억해서라도 더 노력할 것"이라고 결연한 의지를 보이기도 했다.

### 면도기 광고 패러디 논란
강의석 씨는 2013년 1월 21일 '강민경 광고 2편'이라는 제목으로 50초짜리 동영상을 올렸다. 이는 최근 질레트 홍보 CF에 자신이 찍은 영상을 이어붙인 영상물로 강민경의 목소리를 합성해 마치 한 방에 있는 것처럼 꾸몄다.
그는 가수 다비치 강민경이 출연한 질레트 면도기 회사 광고의 일부 내용을 편집, 복사하고, 자신의 퍼포먼스를 카메라로 촬영한 것과 합성하여 합성 동영상을 만들었다. 강의석은 "오빠가 지켜줄게"라고 말한 뒤 피임기구를 꺼내고 "잘하네"라며 표정연기를 했다. 마치 성행위를 이어가는 듯한 행동과 강민경의 목소리 짜깁기가 이러한 영상을 실감나게 만들었다. 패러디 광고에는 음향 효과 없이 제작되었다. CF는 강민경이 숏팬츠의 하의 실종 패션과 어깨를 드러낸 니트 차림으로 남자친구의 옷을 잡아 당기는 등 선정적인 내용으로 논란이 일었다. 마치 강민경이 면도를 해주고 말끔해진 남자친구를 위해 뽀뽀를 해주는 것처럼 만들어놓은 상황이다. 특히 CF에는 강민경의 작은 숨소리조차 세밀하게 담겨 있어 바로 옆에 있는 것과 같은 착각을 불러 일으킨다. 이 풍자 광고는 선정성 논란에 휘말렸다. 그러나 그는 오히려 패러디의 선정성, 음란성을 지적하는 것에 대해 한국 사회가 성에 대해서 즐길 것은 다 즐기면서 풍자 패러디 하나만을 꼬집는 것은 위선적이라고 지적, 반박하였다.
강의석은 비판 여론에 대해 “선정성보다는 여자가 남자 면도해 준다는 가부장적인 컨셉이 더 문제인 것 같은데 기껏해야 둘이 뽀뽀하는 건데 이것도 못 봐 준다면 표현의 자유는 어디 있을까”라고 밝혔다. 또 그는 강민경이 직접 면도해주는 설정이 가부장적 이라고 비판했다.

### 성 금기시 비판 풍자
그는 한국 사회가 성적인 것을 금기시하는 것을 비판하기도 했다. 2013년 1월에는 한국 사회의 성 금기시 문화를 풍자하고자, 패러디 퍼포먼스를 벌인 뒤 강민경의 필립스 면도기 광고 장면 일부 합성하여 유튜브(Yutube)와 인터넷에 올려서 화제가 되었다. 강의석은 2013년 1월 23일 자신의 동영상사이트 '유튜브'에 올린 패러디 영상에서 자신을 강민경의 상대역으로 편집해 "오빠가 지켜줄게", "잘하네"라고 말하면서 피임기구를 꺼내는 등의 모습을 절묘하게 연출했다. 패러디물을 인터넷에 올린 뒤 그는 자신은 강민경을 모독할 의사는 없다고 주장한 뒤, 한국 사회가 겉으로는 근엄한 척, 점잖은 척 하면서 뒤에서는 외도와 술집, 유흥 문화 등이 발전한 것을 지적하며 위선적이지 않느냐고 지적했다. 또, 근엄함을 가장하여 성 문화를 쉬쉬하고 있짐나 초등학생들도 알 것 다 안다며 무조건 금지시키는 것보다는 성교육이나 현실적으로 할 것을 역설했다.
이어 그는 "남녀 단둘이 있으면 할 게 뭐 있나? 선정성보다는 여자가 남자 면도해 준다는 가부장적인 컨셉이 더 문제인 것 같은데. 기껏해야 둘이 뽀뽀하는 건데 이것도 못 봐 준다면 표현의 자유는 어디 있을까? 초등학생들도 다 아는 거 쉬쉬하지 말고 피임교육이나 확실히 했으면 좋겠다"고 주장했다. 그는 또 여성이 남성에게 면도를 해 주는 것은 가부장적인 것이 아니냐며 남성은 손과 발이 없느냐 왜 여성이 면도를 해줘야 하느냐고 주장했다. 혼자 면도해야 하는 독신 남성들을 배려하지 않는 점, 네티즌들이 표현의 자유를 보장하지 않으려는 점도 지적했다. 그는 가부장제를 연상시키는, 혹은 가부장제 비슷한 환상, 낭만을 품게 하는 것이나 바로잡으라고 반박을 가했다.
그는 영상 뿐 아니라 "남녀 단둘이 있으면 할 게 뭐 있나. 선정성보다는 여자가 남자 면도해 준다는 가부장적인 콘셉트가 더 문제인 것 같은데. 기껏해야 둘이 뽀뽀하는 건데 이것도 못 봐 준다면 표현의 자유는 어디 있을까? 초딩들도 다 아는 거 쉬쉬하지 말고 피임교육이나 확실히 했으면 좋겠다"는 글을 게재하여 논란이 되기도 했다. 그는 거듭 강민경을 모욕할 의사는 없으며, 성 문화를 금기시하면서도 은밀히 즐기는 한국 사회의 위선과 이중잣대를 지적했다. 강의석의 면도기 광고 패러디물은 성행위를 연상케하는 내용이 포함돼 온라인에서 논란의 도마 위에 올랐다. 이에 대해 그는 한 매체와의 인터뷰에서 "강민경을 모욕하거나 성적으로 비하하기 위해 만든 광고가 아니다"라며 "강민경의 면도기 광고가 선정적이지 않다고 생각했고, 우리 사회가 성에 대해에서 너무 억누르고 금기시 하는 것이 문제라고 생각해서 해당 광고를 제작하게 됐다"고 패러디 배경을 설명했다. 한편 변희재는 이를 언론 플레이라며 질타했다. "실력 없이 언론플레이로 뜨게 되면 이렇게 귀결된다는 좋은 사례가 될 겁니다"라고 냉소적인 반응을 보였다.

### 재소자 인권 문제
그는 감옥 재소자들 역시 하나의 사람이며, 비록 죄인의 신분이기는 하지만 인간답게 형벌을 받을 권리가 있음을 지적했다. 그는 차가운 감옥과 비위생적인 환경에 대해 꾸준히 문제 제기를 하였다. 비록 범죄를 짓고 감옥에 들어왔지만 인권을 가진 인간임에는 변함없다며 재소자 처우 개선을 요구하였다. 2011년 9월 14일 그는 구치소 내 '수용자들의 처우 개선'을 요구하며 단식 농성을 시작하였다. 경기도 의왕시 서울구치소 수감 중 그는 '종이 재질인 간이책상을 플라스틱이나 나무 소재로 바꿔달라', '현행 격주 토요일만 가능한 운동을 매주 할 수 있게 해달라', '조명을 더 밝게 해달라'등의 수용자 처우 개선 을 요구하며 단식하였다. 서울구치소 측에서 조치가 없자 그는 일주일간 단식 농성을 진행하였다.
9월 19일 강씨를 면회한 지인에 따르면, 그는 9월 14일부터 처우를 개선해 달라며 단식하였다. 강씨의 요구사항은 ‘간이책상을 플라스틱 또는 나무재질로 바꿔줄 것’ ‘생활거실 조명을 밝게 해줄 것’ ‘격주 토요일만 가능한 운동을 매주 할 수 있게 변경해줄 것’ 등이었다. 당시 구치소 측은 강씨의 요구를 받아들일 것인지 논의해보겠다는 답변을 지인에게 전한 것으로 알려졌다. 그러나 서울구치소 측에서 조치가 없자 그는 계속 단식을 진행하였다. 당시 강씨를 면회한 오창익 인권연대 사무처장은 “사소한 문제로 보일지라도 이들에게는 절박할 수 있다”며 “구치소 측에서도 개선방안을 논의해보겠다는 반응을 보였다”고 밝혔다. 9월 20일 한 매체는 강의석의 지인들의 말을 빌려 “강씨가 지난 14일 아침식사부터 끼니를 거르기 시작해 6일째 단식을 이어가고 있다”고 보도했다. 9월 21일 그의 1차 단식 농성 진행 직후 각 교도소와 경찰서의 유치장의 시설에 대한 점검, 정비 등이 이루어지기도 했다.
2012년 1월 27일 그는 다시 재소자의 인권 문제를 지적했다. 1월 27일부터 그는 옥중 단식에 돌입했으나 단식농성 13일만인 2월 8일 저녁 쓰러졌다. 강씨는 단식 13일째인 8일 몸이 쇠약해져 쓰러져 링거를 맞았고 현재는 단식을 중단하였다. 교정당국은 강씨를 신설 교도소인 전남 해남교도소로 이송하였다. 한편 인권연대는 2월 9일 강씨가 수감자의 열악한 처우 개선을 요구하며 지난달 27일부터 단식에 돌입했다가 어제 저녁 쓰러졌으며 현재 회복중이라고 밝혔다. 그의 2차 옥중 단식 농성 이후 인권연대 외에도 여러 인권 운동가들과 외신이 서울구치소를 방문하여 그를 면담하고 돌아갔다.
그가 지적하고 있는 수감자 처우 문제는 △웃바람 등으로 견디기 힘들 정도의 수용실 안 추위 △잠을 방해하는 조명 △책상과 의자 지급 요구 등이다. 강씨는 이광열 활동가를 만나 “온도계로 실내 온도를 재봤더니 아주 추울 때는 8°C, 평상시에는 10°C 정도”라며 “재소자 불만에 구치소가 한개에 1400원 하는 핫팩을 판매하고 있지만 한달에 웬만한 가정집 가스비에 맞먹는 4만 2천원이 들어간다”였다. 또 그는 보안을 이유로 밤에 켜놓는 불의 밝기에 대해서도 지적했다. ‘법무시설기준규칙’은 조도 규정을 취침전 300럭스(LUX) 이상, 취침 뒤 60럭스 이하로 제한하고 있다. 그러나 구치소 현실에 대해 강씨는 “밤에는 형광등 램프 두 개 가운데 하나를 꺼주는 게 고작”이라며 “잠을 이룰 수 없어 까맣게 칠한 종이로 전등을 가린 적도 있지만 규율 위반이라며 징벌조사방에 끌려갔다”고 말했다. 그는 구치소에서 필요 이상으로 재소자 물품에 관여하고, 구치소가 차갑고, 거친 환경, 그리고 밝지도 못한 조명 등 재소자의 생활을 배려하고 있지 않음을 역설했다. 시중에서는 재소자에게 무슨 인권이냐는 비아냥이 있었지만, 그는 재소자도 재소자이기 이전에 한사람의 인간이라고 맞섰다.
그는 또 책상, 의자 지급 문제에 대해서도 문제를 제기했다. 하루 종일 갖혀 주로 책을 보거나 글을 쓴다는 강씨는 책상과 의자 없이 자세를 유지하다 보니 허리 통증이 왔지만 이에 대해 구치소의 의사는 엉뚱하게도 “살을 빼라”라고 권고했다고 한다. 2차 농성 당시, 그는 재소자의 수감 생활을 불편하게 해놓고 그것 때문에 병을 얻게 되었는데도 살을 빼라고 하는 것이 이것이 한국의 현실이라며 그는 저항을 선언했다. 구치소는 안전을 이유로 종이 박스로 짠 상만 지급하고 있다. 그는 교도관들이 제소자들에 대한 처우와 폭언 역시 문제점으로 지적하였다.

### 광개토대왕, 세종대왕 침략자론
2013년 10월 1일(국군의날 기자회견을 열고 세종대왕과 광개토왕을 침략자라고 비판했다. 이어 강의석은 "자신의 국경을 확정지으려 전쟁을 벌인 세종대왕인데 우리는 그것에 대해 무감각하다. 우리를 반성할 수 있는 날이 국군의 날이 돼야한다고 생각한다"며 비판의 이유를 밝혔다.

## 강의석 징계철회 연대회의
2004년 그가 학내 종교의 자유를 주장하며 시위할 때 '강의석군 징계 철회와 학내 종교자유를 위한 연대회의'(아래 연 대회의)가 구성되어 그를 도왔다. 2004년 7월 국가인권위의 복학 권고 조치 이후, 7월 30일 성명을 통해 강의석 학생이 제기한 내용을 학교측이 어느 정도 수용한 합의안에 대해 환영하면서도 강의석 학생의 복학 조치나 근본적 해결책에 관한 명확한 약속이 담기지 않은 점에 대해 아쉬움을 표했다. 연대회의는 "합의서에는 강의석 학생과 학부모에게 진술기회조차 제대로 주지 않은 채 폭력적으로 이루어졌던 부당한 제적 조치에 대해 어떠한 언급도 찾아볼 수 없다"며 "학교측이 종교의 자유를 보장하겠다는 명확한 의지를 갖고 있었다면, 교육권까지 박탈한 강의석 학생에 대한 사과와 복학 조치에 대해 합의했어야 한다"고 지적했다. 연대회의는 강의석의 복학과 졸업 때까지 그를 지지하며 지원하고, 반대 의견에 대한 변론과 보호 등의 조치를 취해주었다.
이어 연대회의는 △대광고측이 강의석 학생에 대한 복학 조치를 취할 것 △개별 진정사건 처리가 아니라 인권위가 입법·제도·정책적 개선책을 제시하는 정책 권고를 내놓을 것 △교육부와 각 시·도 교육청이 종교계 사립학교에 대해 철저하게 감독하고 근본적 해결책을 마련할 것을 촉구했다. 연대회의의 꾸준한 요구가 받아들여져 강의석은 대광고등학교에 복학했고, 서울대학교 법과 대학의 수시전형에도 합격할 수 있었다.
또한 2004년 9월 20일 그의 가출을 전후해서 한편 참교육을 위한 전국 학부모회등 20여가 단체가 참여한 ‘학교종교 자유를 위한 시민연합’은 20일 발족식을 갖고 ▲모든 종교계 학교는 특정 종교 교육을 본인의 의사에 반하여 강요하지 말것 ▲대광고는 강의석 군의 제적을 취소하고, 강군이 요구하는 ‘예배 선택권’을 수용할 것 ▲강의석 군은 즉시 단식을 풀고 정상적인 학교생활에 임할 것을 요구했다.

## 사립학교의 종교 강요 실태 공개
그의 2004년 제1차 단식 농성은 전교조, 참교육학부모회 등 시민사회단체의 지지 외에도 국회에까지 상정되어 국회의원 34명의 지지를 얻어냈다. 민주노동당 국회의원 최순영은 사립학교의 종교 강요 실태를 조사하여 국회와 언론에 공개했다. 최순영 민주노동당 의원실은 2004년 9월 14일 “교육부로부터 제출받은 ‘전국 사립고교 종교교육, 종교활동 현황’을 분석한 결과 특정 종교를 건학정신으로 설립한 사립고교는 모두 2백36개교였으며, 이 가운데 13%인 30개교가 학생들에게 강제적으로 종교활동을 강요하고 있었다”고 밝혔다.
최 의원실에 따르면 전국의 2백36개 종교재단 고교 가운데 1백14개교는 선택중심교육과정에서 종교과목을 선택해 가르치고 있었으며, 서울 강원 전북 경북 전남 등 5개 시·도 26개교는 교육인적자원부의 방침을 어기고 종교 이외의 과목을 복수로 편성하지 않고 있었다. 이들 학교들은 또, 67%인 1백57개교가 학교나 학년단위로 예배 미사 법회 등의 종교활동을 실시하고 있었고, 이 가운데 13%인 30개교는 학생들을 강제로 참가시켜 종교활동을 하고 있었다. 종교 수련회는 2백36개교 가운데 67개교가 실시하고 있었고, 대부분인 65개교는 자율참가를 하고 있었으나 서울 소재 2개교는 학생들을 강제 참가시키고 있었다. 종교재단 고교를 종교별로 분류해 보면 236개교 가운데 전체의 68.6%인 162개교가 기독교였고, 가톨릭은 38개교(16.1%), 불교 12개교(5.1%), 제칠일안식일예수재림교 8개교(3.4%), 통일교 3개교(1.3%) 등이었다. 교육부의 방침을 어기고 종교 이외의 과목을 복수로 편성하지 않은 학교는 기독교 학교가 21개교로 가장 많았고, 제칠일안식일예수재림교 3개교, 통일교 1개교, 기타 1개교 등인 것으로 나타났다. 최 의원실은 “이같은 결과는 사립학교법 개정에 대해 집단적으로 ‘종교활동의 자유를 근본적으로 침해한다’고 강력 반발하고 있는 종교재단 학교들이 정작 자신의 학교에서는 ‘종교활동의 자유’를 외면하고 있는 형국”이라며 “교육부와 각 교육청 또한 극히 형식적으로 장학지도를 하거나 제대로 된 지도감독을 하고 있지 않다는 증거이기도 하다”고 지적했다. 사립 학교의 종교 강요 실태가 알려지면서 사회적으로 종교의 자유, 사상의 자유 침해 문제가 화두가 되어 논란이 되기도 했다.
최순영 국회의원의 실태 발표와 같은 무렵 강의석 역시 자신의 카페 회원들을 통해 학생, 청소년들을 대상으로 설문을 벌였다. 9월 14일 오후 자신의 인터넷 홈페이지에서 대광고 3학년 12개반 369명을 대상으로 실시했던 예배 관련 설문조사 결과를 발표했다. 이에 따르면, 학생의 예배선택권과 관련해 응답자의 48.5%는 ‘학생에게 선택권을 주어 완전히 자율적으로 참석하게 하는 것이 좋다’고 답했다. 또, 34.7%는 ‘의무적으로 참석하되 강요적인 요소는 배제했으면 좋겠다’는 절충안에 동의했다. 반면 ‘지금처럼 의무적으로 참석하게 해야 한다’는 의견은 6.5%에 불과했다. 강의석과 카페 회원들의 설문에 따르면 학급예배에 대해서는 ‘계속하되 강요적인 요소는 배제했으면 한다’는 응답이 45.8%로 가장 많았고, ‘폐지하자’는 의견은 26.6%였다. 현행 유지를 원한 응답자는 15.4%였다. 종교과목과 관련해서는 ‘단독개설’(35.5%)이 ‘복수개설’(25.5%)보다 많았으나 응답자의 39%가 무응답층을 형성해 학생들이 아직까지 개인 입장 정립에 혼란스러움을 느끼고 있는 것으로 분석됐다.

### 영향력
결국 9월 23일 서울시교육청이 학생들에게 종교 자유를 신장할 수 있는 방안을 적극적으로 추진하겠다고 화답한 것이다. 이를 두고 '한 어린 학생의 외로운 투쟁이 마침내 세상을 바꾸기 시작하였다.'는 시각이 있다. 서울시교육청은 "종교자유 신장 신경쓰겠다"고 밝혔다. '강의석 사태'에 침묵해온 서울시교육청은 22일 마침내 "종교학교가 내년부터 연간 교육 계획을 제출할 때 정규 과목 이외 종교 활동 계획을 첨부하되 학교와 다른 종교를 가진 학생들을 위한 대체 활동 방안을 명시하도록 지침을 내릴 방침"이라고 밝혔다. 시교육청 관계자는 "그 동안 교과 활동 이외의 종교 활동에 대해서 교육 계획서에 명시하라고 하지 않았다"며 "그러나 앞으로는 반드시 명시토록 하고 장학 지도를 통해 제대로 운영하고 있는지 점검할 것"이라고 밝혔다.

## 가족 관계
- 아버지 : 강재정(1958년[89] ~ 2009년 12월 10일[90], 회사원[89])
- 어머니 : 백완숙, 약학자
- 여동생 : 강혜리
- 아내 : 김나래
- 자녀 : 1남 1녀

## 논란과 이슈

### 가출 논란
2004년 9월 16일 단식으로 심신이 쇠약해진 상태에서 그를 정신과 병원으로 입원시키려는 시도가 있자 그는 그 길로 가출하였다. 대광고등학교 교목 류상태 목사와 그의 부모가 그를 찾아다녔다. 류상태 전 대광고등학교 교목에 따르면 "강군은 16일 새벽 6시경 집을 나간 뒤 학교에 오지 않고 연락도 두절된 상태"라며 "지금 강군의 부모님과 함께 친구집 등을 수소문하고 있다"고 밝혔다. 당시 류상태 목사는 "강군의 단식이 40일 가까이 진행되면서 주위에서는 강제로라도 입원시켜야 되는 것 아니냐는 의견이 많았다"며 "이를 전해들은 강군이 강제로 자기 의지가 꺾이는 상황을 피하기 위해 행적을 감춘 것 같다"고 밝혔다. 당시 그는 오랜 단식으로 혈압이 급격히 낮아지는 등 건강이 극히 악화된 것으로 전해졌다. 이를 보다 못한 부모님이 의료진을 불러 치료를 시도하려고 했으나 그는 이를 완강히 거부해왔다. 그의 아버지는 "16일 새벽 5시까지 치료 문제로 의석이와 실갱이를 벌였다"며 "새벽 6시쯤 핸드폰도 방에 놓고 나간 것 같다"고 밝혔다.
그는 9월 19일 당시 가출인 신고만 된 상태로 경찰은 가출인 신고 전산망인 '182'에 강 군의 신원을 등록하는 데 그치지 않고 형사 3개팀 18명을 동원, 강군의 행방을 수색하였다. 서울청량리경찰서 관계자는 19일 "단순 가출인이지만 강군이 단식을 오래한 특 수 상황인 만큼 형사들을 투입했다"며 "이를 서울경찰청에도 보고했다"고 말했다. 이에 따라 청량리서 형사 6명이 18일 그가 갔을 것으로 추정되는 강원도 정동진과 상원사 등을 직접 방문해 강군의 행방을 찾았으나 강군은 발견되지 않았다. 그는 학교에서 제적 통보를 받은 6월 하순에도 강원도 상원사 등에서 사흘간 머문 적이 있다. 경찰은 또 강군이 주도하는 종교자유 모임 '로이'의 구성원들과도 접촉하고 강 군의 휴대전화 통화기록을 통해 그의 행방을 찾고 있었다. 그러나 확인하지 못했다.
9월 21일, 단식 37일째인 지난 16일부터 닷새째 행방이 묘연해 경찰이 강군 찾기에 나섰다. 그의 부모는 9월 17일 서울 청량리경찰서에 가출신고를 했고, 경찰은 가출인 신고 전산망인 ‘182’에 강군의 신원을 등록한 뒤 형사 3개팀 18명을 동원, 강군의 행방을 찾았다. 서울 청량리경찰서 관계자는 20일 “강군은 단순 가출인이고 학교측과 종교자유문제로 갈등을 빚고 있는 만큼 경찰이 개입할 부분이 별로 없다”며 “다만 강군이 단식을 오래한 특수 상황인 만큼 만약의 사태에 대비해 형사들을 투입했다”고 말했다.
경찰은 강군이 2004년 6월 말 학교에서 제적당한 직후 찾아갔던 강원도 강릉시 정동진과 상원사 등에 지난 18일 형사 6명을 보냈으나 강군을 찾지 못했다. 경찰은 강군의 학교와 인터넷 카페 친구들을 수소문하고, 그가 집에 두고 나간 휴대전화 통화기록을 추적하였다. 경찰 관계자는 “추석 연휴 특별 경계강화 등으로 인력을 계속 배치할 수 없어 2개팀은 철수시킬 것”이라고 밝혔다. 9월 20일 전국 수배 끝에 경남 고성시외버스터미널에서 신고를 받고 출동한 고성경찰서 직원에 의해 발견되었다. 경남 고성경찰서는 가출인으로 수배된 강군을 오늘 오후 고성 시외버스 터미널에서 발견해 경찰서로 데려갔다. 이어 곧 서울 청량리서를 거쳐 집으로 인계되었다.

### 운동권 활동에 대한 비판
그의 운동권 활동에 대해 언론인 변희재는 친노종북의 아이돌이라며 비판하였다. 2013년 1월 언론인 변희재는 그의 활동을 지적하며, “친노종북의 아이돌 스타였던 강의석. 다비치 강민경을 성적으로 모욕하는 패러디물을 유투브에 올렸군요”라며 “실력 없이 언론플레이로 뜨게 되면 이렇게 귀결된다는 좋은 사례가 될 겁니다”고 시니컬한 반응을 보였다.

### 포스트모더니즘 적 행동에 대한 지적
《88만 원 세대》의 공저자 중 한명인 박권일은 강의석에 대해 ‘영악한 처세가’와 ‘포스트모던한 주체’라는 두 가지 주체로서 비판했다. ‘영악한 처세가’로서의 강의석은 고등학교 때의 학생 운동경력을 훈장 삼아 대학에 진학하고, 비주류적 방식으로 또래와의 경쟁우위에 서려는 어린 권력자적 모습을 심심찮게 보였으며 게다가 고등학교 시절부터 만만찮은 언론플레이 능력을 보였다고 주장했다. ‘포스트모던한 주체’에서의 강의석은 ‘세계평화’을 고민하다가 ‘개인의 행복’을 찾게 되었다는 중간 단계가 소거된 포스트모던적 행태를 보인다며 그의 행보는 정치사회적 공간이라는 고리가 잃어버린 행보를 보인다고 주장했다. 한편 사회와 조직의 이름으로 개인의 행복추구권을 박탈해도 되느냐는 의견들도 나타났다.

### 평화는 맛있다 쿠키
2008년 9월 30일과 10월 1일의 서울 테헤란로 군대 반대 퍼포먼스 당시 그는 손수 제작한 쿠키를 시민들에게 나눠주었다. 그리고 "평화는 맛있다"라는 주제로 사진을 촬영하여 게시하였다.
그는 밀가루로 권총 모양, 소총 모양, 전차, 장갑차, 탱크 모양으로 얇게 쿠키를 만든 뒤, 튀김으로 만들어서 쟁반에 담은채로 시위 직전에 사전에 준비해왔다. 그는 또, M16 소총 모양의 빵을 직접 제작, 10월 1일 퍼포먼스 직전에 소지하고 숨어 있었다.

### 재소자 인권 관련
그의 재소자 인권 문제 제기는 논란을 불러왔다. 2012년 2월 그를 다시 면담한 오창익 인권연대 사무국장은 “21세기에 춥다는 이유로 단식을 하는 상황이 벌어진다는 것이 안타깝다”며 “교도소에 수용자를 집어 넣는 것에만 관심을 두고 그 뒤에 어떻게 교정을 해야 하는지에 대한 낮은 사회적 관심이 이런 문제를 가져왔다”고 말했다. 또 편지 검열에 대해 “외부의 사람과 추가적인 범행 모의나 증거인멸 등을 막는다는 취지인데 단순히 단식중이라는 사실 전달을 막는 데 활용하는 것은 과도한 검열”이라고 지적했다.
또 그의 해남교도소 이송에 대해 이광열 활동가는 “비록 강씨가 이송을 원해왔지만 겨우 단식을 끝냈는데 몸을 추스르기도 전에 바로 이송을 한다니 납득할 수 없다”며 “서울에 있는 부모님 면회 등에서 큰 불이익으로 작용해 보복성 조처인지 의심된다”고 지적했다. 서울구치소 쪽은 이송 요청에 따라 절차대로 진행했다는 입장을 밝히기도 했다. 그의 재소자 인권 선언 이후 감옥에 수감된 범죄자에게도 인권이 있다는 견해가 대두되기 시작하였다.

### 서해교전(제2연평해전의 옛 명칭)에 대한 발언
또한 한 네티즌이 지난 2008년 9월 20일에 “서해교전에서 전사하신 분들도 개죽음 당한 것이냐”며 강의석을 비판하자 강의석은 “응 개죽음 당한 거야”라고 댓글을 달았으며, 또한 강의석은 ‘서해교전 전사자들은 개죽음을 당했는가’ 제목으로 “그들의 행위는 애국이 아니다. 그들은 아무 보람 없이 죽었다”고 주장했다.
제2연평해전 전사자들의 죽음을 사전적 의미로 ‘아무런 보람이나 가치가 없는 죽음’을 비유적으로 이르는 ‘개죽음’이라고 묘사하여 파문이 되었으며, 이로 인해 강의석의 미니홈피는 일시적으로 폐쇄되었고 유가족들이 사과를 요구했다.
하지만 강의석은 이에 개의치 않는다는 입장을 밝히기도 했다.

### 강민경 광고 패러디 사건
2013년 1월 22일 대한민국의 그룹 다비치 소속 연예인 강민경(다비치)의 질레트 면도기 동영상 광고를 편집하여 성관계시 콘돔을 쓰자는 취지의 광고를 유튜브에 올려 물의를 일으켰다.
이 동영상에서 강의석은 CF 속 강민경을 상대로 "민경아 오빠가 지켜줄게"라며 피임기구를 꺼내고 "잘 하네“라는 말 등으로 성행위를 연상케했다. 강의석의 게시물을 접한 누리꾼들은 “강민경을 성희롱한 것이다”고 비난했다.
이에 언론인 변희재는 "친노종북의 아이돌 스타였던 강의석. 다비치 강민경을 성적으로 모욕하는 패러디물을 유튜브에 올렸군요"라며 "실력 없이 언론플레이로 뜨게 되면 이렇게 귀결된다는 좋은 사례가 될 겁니다"고 비판하였다. 한편 강의석은 본인이 만든 패러디 영상이 논란이 되자 “아니 남녀 단둘이 있으면 할 게 뭐 있나? 선정성보다는 여자가 남자 면도해 준다는 가부장적인 콘셉트가 더 문제인 것 같은데. 기껏해야 둘이 뽀뽀하는 건데 이것도 못 봐 준다면 표현의 자유는 어디 있을까? 초딩들도 다 아는 거 쉬쉬하지 말고 피임교육이나 확실히 했으면 좋겠다”고 밝힌 바 있다.

### 영화 촬영 관련
강의석은 영화를 촬영하는 데 허경영을 동업자로 삼았다. 강의석이 촬영하는 영화에 허경영이 출연하기로 한 것이다.

## 학력
- 신답초등학교 졸업[1]
- 2000년 2월 서울 성일중학교 졸업
- 2003년 2월 대광고등학교 졸업
- 2010년 4월 서울대학교 법과대학 법학과 1년 중퇴
- 서울대학교 인문대학 철학과로 재입학
- 2022년 2월 서울대학교 인문대학 철학과 졸업

## 저작
- 에세이집, 《강의석의 눈으로 본 세상》 (2005)
- 《바보일지》 (2003), 미간행

## 창작 활동

### 풍자, 퍼포먼스
- 2008년 9월 30일 국군의 날 반대 반전 평화 퍼포먼스
- 2008년 10월 1일 국군의 날 반대 알몸 난입
- 2013년 1월 24일 성 금기시 풍자 "오빠가 지켜줄께" 풍자 패러디

### 단편 영화
- 2013년 2월 19일 19인의 아프리카
- 2013년 4월 미션스쿨
- 2013년 5월 6일 바람둥이

### 다큐멘터리
- 애국청년 변희재

## 평가
그의 군 반대 퍼포먼스에 대해서는 앞으로도 많은 청년들에 의해 계속될 것이라는 전망과 그의 병역 거부를 양심의 자유를 지키려는 행동으로 보는 시각이 있다. 그에 의하면 '강의석의 해프닝은 분단 현실 앞에서 벌린 몰지각한 행위일지도 모르겠다. 그러나 불행한 예단인지 모르겠으나, 과거 전방입소를 거부하며 분신자살을 했던 청년들이 있었고, 손가락을 잘라 군 입대를 거부했던 청년들이 있었으며 지금도 군인 교도소에서 양심적 병역거부의 입장에서 자신의 청춘을 썩히고 있는 청년들은 년간 600여명이나 있듯이, 앞으로도 계속 발생할 것이다.'라는 시각이 있다. 또한 '바로 강의석의 행위를 양심의 자유를 지키려고 하는 행위로 볼 수밖에 없는 이유'라는 시각도 있다. 또한 단순한 해프닝 정도로 보는 시각도 있다.
2004년 당시 고등학교 3학년이던 강씨는 “학교가 비기독교인 학생들에게도 종교를 강요하고 있다”며 ‘헌법 20조 모든 국민은 종교의 자유를 가진다. 그런데 학교에서는 예외다?’라는 내용의 피켓을 들고 서울시교육청 앞에서 1인 시위를 했다. 이 시위로 강씨는 학교에서 제적당하기도 했지만 관심을 끌지 못했던 주제인 미션 스쿨 학생의 종교자유에 대한 사회적 환기를 일으켰던 사례로 기록된다.

## 기타
그는 영문명 의석을 다른 사람들과는 달리 We Suck으로 번역하였다.
대광고와 서울시를 상대로 5000만원의 손해배상 청구소송을 내 2010년 10월 일부 승소 판결을 받았다. 손해배상금으로 받은 2500여만원은 모두 시민단체인 인권연대에 기부했고, 이 단체는 강씨의 기부금으로 ‘종교자유 인권상’을 제정했다.
2010년 4월 1일에는 노래 '친구의 누나에게'라는 1집 앨범을 발표하기도 했다.

## 같이 보기
| - 종교의 자유 - 사상의 자유 - 표현의 자유 - 대광고등학교 - 서울대학교 - 단식 투쟁 - 행위 예술 - 낸시랭 - 변희재 - 공희준 - 곽노현 - 김신명숙 - 마광수 - 박노자 - 박지향 - 임지현 - 이정희 - 장정일 - 정비석 - 한명숙 - 허경영 - 홍세화 - 김지하 - 양심적 병역 거부 - 박석진 - 윤석양 | - 자유주의 - 공익근무요원 - 양심적 병역 거부 - 국군의 날 - 강기갑 - 김동길 - 김완섭 - 김조광수 - 노무현 - 박헌영 - 서정갑 - 선우휘 - 성재기 - 윤치영 - 이계덕 - 이회창 - 전두환 - 진중권 - 조국 - 조갑제 - 지만원 - 강민경 - 허정숙 - 육우당 - 김경환 | - 레이디 가가 - 양심의 자유 - 인권 - 인권 운동 - 반전 운동 - 천주교인권위원회 - 인권연대 - 강기갑 - 공지영 - 김일엽 - 류상태 - 강정구 - 문재인 - 미네르바 - 최순영 - 송두율 - 한홍구 - 허경영 |

## 참고 자료
- '학내 종교의 자유 보장' 여전히 미지수 민중언론 참세상 2004.08.31
- 강의석, 구치소서 ‘단식투쟁’ 하다 쓰러져 한겨레신문 2012년 2월 9일자
- 대광고 강의석군, 학교 '거짓말'에 재차 단식 프레시안 2004.10.18
- "우리가 의석이를 살려 낼 겁니다" 오마이뉴스 2004.09.23
- 대법원, 교내 '종교의 자유' 인정... 강의석, 승소 오마이뉴스 2010.04.22
- 대법원, 교내 '종교의 자유' 인정... 강의석, 승소 천주교인권위원회
- “’강의석 사건’ 대법원 판결, 종립학교의 자유 해친 것 아냐”[깨진 링크(과거 내용 찾기)]
- “겨우 첫 단추를 끼웠을 뿐이다” 한겨레21 2004.12
- 연행되는 강의석
- 강의석 강민경CF 패러디에…변희재 "이런 언론플레이는…" 엑스포츠뉴스 2013.01.24
- 세계를 뒤흔든 ‘열흘’ 이후의 이야기
- 종교재단 설립 학교에 ‘종교의 자유’ 올까 프레시안 2004.07.01
- 서울지방변호사회 "종교시위 고교생 퇴학무효訴 공익소송" 인정 세계일보 2004.09.10
- 학내 종교선택권 쟁취 강의석군 “단식으로 신념 지켰죠” 동아일보 2004.09.30
- “‘강의석 사태’ 후… 제도와 교육방식 바꿔야” 크리스찬투데이 2012.04.26
- "예배 선택권만 보장해주세요" 뉴스엔조이 2004.09.21

## 관련 서적
- 이춘재, 김남일 공저, 《기울어진 저울:대법원 개혁과 좌절의 역사》 (한겨레출판사, 2013)
- 김용민, 《고민하는 청춘 니들이 희망이다》 (미래를소유한사람들, 2010)
- 금민, 《사회적 공화주의:한국 사회 위기 해소를 위한 정치 기획》 (박종철출판사, 2007)
- 손문상, 《얼굴:손문상이 그리는 21세기 대한민국 속살》 (우리교육, 2005)
- 류상태, 《한국 교회는 예수를 배반했다》 (삼인, 2008)
- 류상태, 《당신들의 예수》 (삼인, 2007)
- 토론논술연구소, 《논술신문 VER. 2009》 (자우출판사, 2008)
- 웅진닷컴편집부, 《생각쟁이 2005년 3월호》 (웅진닷컴, 2005)
- 인물과사상사 편집부, 《인물과 사상 2005년 3월호》 (인물과사상사, 2005)